# Sakean
Sakean is een bestuurslaag in het regentschap Muaro Jambi van de provincie Jambi, Indonesië. Sakean telt 1390 inwoners (volkstelling 2010).